# ژان نوئل بارو
ژان نوئل بارو (زاده ۱۳مه ۱۹۸۳) یک سیاستمدار فرانسوی از جنبش دموکراتیک و وزیر اروپا و امور خارجه فعلی فرانسه است. وی پیش از این به عنوان وزیر انتقال دیجیتال و مخابرات در دولت نخست‌وزیر الیزابت بورن هم کار کرده است. 
پیش از اضافه شدن به دولت، بارو درسال ۲۰۱۷ تا ۲۰۲۲ نماینده حوزه دوم قسمت ایولین در مجلس ملی بود وی با پرچم آن مارش! به نمایندگی پارلمان انتخاب شد.

## حرفه خصوصی
بارو پسر سیاستمدار ژاک بارو (زاده ۱۹۳۷ درگذشت۲۰۱۴) است. وی در سال ۲۰۰۷ و ۲۰۱۳ از دانشکده مطالعات بازرگانی پاریس فارغ التحصیل گردید. او همچنین در سال ۲۰۰۸ تحصیلات خود را در موسسه مطالعات سیاسی پاریس  و دانشکده اقتصاد پاریس به اتمام رساند.  هم اکنون خواهر بارو هلن بارو، مدیر ارتباطات اوبر در اروپا می باشد 
در سال ۲۰۱۳ ، وی به عنوان دانشیار مالی در دانشکده مدیریت اسلون رسید. در سال ۲۰۱۷ دانشیار شد.

## زندگی سیاسی
بارو در سال ۲۰۱۵ و ۲۰۱۷ در شورای دپارتمان اوت-لوآر برای کانتون یسینگو کار کرد، مقامی که پدرش تا سال ۲۰۰۴ در آن حضور داشت. در انتخابات منطقه‌ای ۲۰۲۱، او به عضویت شورای منطقه‌ای ایل دوفرانس در لا رپوبلیک ان مارش انتخاب شد. لیستی که توسط لوران سن مارتین رهبری می شود.
در انتخابات قانونگذاری ۲۰۱۷ ، بارو به عنوان نماینده پارلمان منتخب شد. در پارلمان، او به عنوان عضو (و نایب رئیس) کمیته مالی کار کرد.  در این مقام، بارو با بندیکت پیرول پیش‌نویس قانون را در سال ۲۰۱۸ برای مقابله نمودن با فرار مالیاتی در مقیاس گسترده و طرح‌های اجتناب از راه حذف سود سهام در پی افشاگری‌های فایل های کام ایکس نوشت .  بارو علاوه بر وظیفه های کمیته، جزو گروه دوستی پارلمانی فرانسه و اروگوئه بود.
در روزهای پایانی سال ۲۰۱۷، بارو توسط رئیس مجلس ملی فرانسوا دو روگی به ریاست یک کارگروه ۱۰ نفره برای درست نمودن مجلس ملی منتخب گردید. این گروه ۲ گزارش را به ترتیب در سال های ۲۰۱۷و ۲۰۱۸ ارائه نمود.  از ماه فوریه ۲۰۱۸، بارو به عنوان سخنگوی تلاطم دموکراتیک، همراه با سارا الحیری کار کرد.  وی سرانجام در ماه دسامبر ۲۰۱۸ جانشین یان ورلینگ به عنوان دبیرکل ام او دی ام شد و تحت رهبری فرانسوا بایرو ، رئیس حزب، کار کرد. 

## مواضع سیاسی
در ماه ژوئن ۲۰۲۰، بارو به همراه پاتریک میگنولا جزوی از گروه هم حزبی خود قانونی را برای اعلام رای‌گیری از راه پستی برای تسهیل رای‌گیری در طول بحران بهداشت عمومی ناشی از همه‌گیری کووید-۱۹ در فرانسه پیشنهاد کردند.